# NGC 1172
NGC 1172 é uma galáxia elíptica (E) localizada na direcção da constelação de Eridanus. Possui uma declinação de -14° 50' 12" e uma ascensão recta de 3 horas, 01 minutos e 36,0 segundos.
A galáxia NGC 1172 foi descoberta em 30 de Dezembro de 1785 por William Herschel.